# 안성 석남사 석탑
안성 석남사 석탑은 경기도 안성시 금광면 상촌새말길 3-120, 석남사에 있는 석탑이다. 1986년 5월 22일 안성시의 향토유적 제19호로 지정되었다.

## 개요
석남사 영산전 좌측에 동서 2기의 석탑이 나란히 건립되어 있는데, 조선시대 조성된 것으로 추정된다. 
양 탑의 현재 위치가 원위치인지는 알 수 없으며, 우측의 동탑은 탑신부에 감실이 모각되어 있다. 1매의 판석으로 지대를 마련했는데, 1단의 괴임 위에 기단부를 떠받들고 있다. 기단은 양우주를 가는 선각으로 조출하고 갑석을 놓았는데, 부연도 없고 상면의 탑신부 괴임대도 없는 평평한 판석으로 이루어졌다. 
탑신은 옥신과 옥개석이 각기 1석씩 조성되었으며, 각 면에는 양우주가 정연하고, 1층 옥신만은 1면에 장방형의 감실이 마련되어 있다. 
한편, 좌측의 석탑은 1매의 판석 지대석에 3단 괴임을 각축하고, 네 귀에 우주를 새긴 기단부를 받고 있다. 옥신과 옥개석은 각 1석씩 조성되어 있으며, 1층 옥개석은 모두 아래부분에 3단 혹은 2단씩의 받침이 마련되었다.

## 원 소재지
이 석탑은 처음부터 이곳에 있었던 것은 아니고, 절 아래 따로 세워져 있던 것을 1970년대 석남사로 이전하여 세운 것으로 향토문화재로 지정되었다.

## 같이 보기
- 안성 석남사

## 참고 자료
- 석남사석탑 - 안성 문화관광 - 시지정문화재